# 잔나비 소곡집 l
《잔나비 소곡집 l》은 대한민국의 밴드 잔나비의 두 번째 익스텐디드 플레이(EP)이다. 2020년 11월 6일 카카오엠을 통하여 발매되었다. 프로듀서를 맡은 최정훈이 전곡을 작사 작곡하였으며, 김도형 또한 전곡 작곡과 일부 곡에 작사가로 참여하였다. 타이틀곡인 〈가을밤에 든 생각〉을 포함하여 총 다섯 곡이 수록되어 있다.

## 평가
| 전문가 평가 | 전문가 평가 |
| 평가 점수   | 평가 점수   |
| 출처        | 점수        |
| ----------- | ----------- |
| 이즘        | [ 1 ]       |

이즘의 조지현은 별 다섯 개 만점 중 세 개를 부여하였다. 그러면서 잔나비의 음악적 영감은 과거에서부터 오며, 이번 음반 또한 과거를 지향하는 노랫말과 풍의 노래로 만들어졌다고 평하였다.

## 트랙리스트
전체 작사: 최정훈. 전체 작곡: 최정훈, 김도형. 전체 편곡: 최정훈, 김도형
| #            | 제목                 | 작사         | 재생 시간 |
| ------------ | -------------------- | ------------ | --------- |
| 1.           | 〈가을밤에 든 생각〉 |              | 3:07      |
| 2.           | 〈한걸음〉           | 김도형       | 3:22      |
| 3.           | 〈그 밤 그 밤〉      |              | 2:55      |
| 4.           | 〈늙은 개〉          |              | 2:23      |
| 5.           | 〈작전명 청-춘!〉    |              | 3:58      |
| 총 재생 시간 | 총 재생 시간         | 총 재생 시간 | 15:45     |